# Moj žulj
Moj žulj je debitantski studijski album slovenskega kantavtorja Andreja Šifrerja, izdan leta 1978 pri ZKP RTV Ljubljana.

## Seznam pesmi
Vse pesmi je napisal Andrej Šifrer, razen kjer je to navedeno.
| Stran A | Stran A                    | Stran A |
| Št.     | Naslov                     | Dolžina |
| ------- | -------------------------- | ------- |
| 1.      | „Tvoj spomin‟              | 3:08    |
| 2.      | „Moje miške‟               | 2:13    |
| 3.      | „Lepi ljudje‟              | 2:28    |
| 4.      | „Vasovalec‟ (Josip Verbič) | 3:54    |
| 5.      | „Ka-Ka Blues‟              | 3:41    |
| 6.      | „Moj žulj‟                 | 0:37    |

| Stran B | Stran B                           | Stran B |
| Št.     | Naslov                            | Dolžina |
| ------- | --------------------------------- | ------- |
| 7.      | „Življenje včerajšnjega časopisa‟ | 3:39    |
| 8.      | „Stoj Marija‟                     | 4:22    |
| 9.      | „Grenko vino‟                     | 3:00    |
| 10.     | „Vonj železniških postaj‟         | 3:54    |
| 11.     | „Hladen ali vroč‟                 | 3:36    |

## Zasedba
- Andrej Šifrer — vokal
- Tim Hatwell — bas kitara, sintesajzer, ukulele
- Simon Flute — flavta
- Jack Emblow — orglice
- George Fenton — sintesajzer, kitara, klavir, balalajka
- Bill Thorp — violina, viola
- Andy Miller, Rick Wernham in Zoran Ažman — snemanje
- Andrej Habič — oblikovanje
- Tone Stojko — fotografiranje
- Tina Heath — produkcija
- Dave Cook — produkcija, aranžmaji, vokal, kitara, klaviature, tolkala